# Zgornje Tinsko
Zgornje Tinsko este o localitate din comuna Šmarje pri Jelšah, Slovenia, cu o populație de 140 de locuitori.